# Вайдейліа (Джорджія)
Вайдейліа (англ. Vidalia) — місто (англ. city) в США, в округах Тумс і Монтгомері штату Джорджія. Населення — 10 785 осіб (2020).

## Географія
Вайдейліа розташована за координатами 32°12′50″ пн. ш. 82°24′11″ зх. д. / 32.21389° пн. ш. 82.40306° зх. д. (32.213901, -82.403020).  За даними Бюро перепису населення США в 2010 році місто мало площу 45,67 км², з яких 44,73 км² — суходіл та 0,94 км² — водойми.

## Демографія
Згідно з переписом 2010 року, у місті мешкали 10 473 особи в 4162 домогосподарствах у складі 2706 родин. Густота населення становила 229 осіб/км².  Було 4691 помешкання (103/км²).
Расовий склад населення:
| - 54,3 % — білих - 40,7 % — чорних або афроамериканців - 1,4 % — азіатів - 0,2 % — корінних американців - 2,2 % — осіб інших рас |

До двох чи більше рас належало 1,1 %. Частка іспаномовних становила 4,6 % від усіх жителів.
За віковим діапазоном населення розподілялося таким чином: 27,1 % — особи молодші 18 років, 57,0 % — особи у віці 18—64 років, 15,9 % — особи у віці 65 років та старші. Медіана віку мешканця становила 37,3 року. На 100 осіб жіночої статі у місті припадало 83,3 чоловіків;  на 100 жінок у віці від 18 років та старших — 77,8 чоловіків також старших 18 років.
Середній дохід на одне домашнє господарство  становив 51 792 долари США (медіана — 36 077), а середній дохід на одну сім'ю — 65 241 долар (медіана — 46 730). Медіана доходів становила 43 000 доларів для чоловіків та 31 414 долари для жінок. За межею бідності перебувало 22,8 % осіб, у тому числі 30,0 % дітей у віці до 18 років та 24,0 % осіб у віці 65 років та старших.
Цивільне працевлаштоване населення становило 4045 осіб. Основні галузі зайнятості: освіта, охорона здоров'я та соціальна допомога — 27,6 %, виробництво — 13,3 %, роздрібна торгівля — 11,4 %.